# Juan Gill
Juan Cruz Gill (Villa María, 18 aprile 1983) è un ex calciatore argentino, di ruolo difensore.

## Carriera
Inizia la carriera nel Talleres, club con cui tra il 2003 ed il 2008 segna in totale 3 reti in 79 presenze tra prima e seconda serie argentina. Successivamente, nel 2008 gioca nel Deportes Melipilla, formazione della massima serie cilena.
Nell'estate del 2009 si trasferisce in Europa: nella stagione 2009-2010 in particolare gioca 23 partite nella massima serie cipriota con l'Ermis Aradippou, con cui rimane anche nella stagione 2011-2012, nella quale disputa ulteriori 22 partite di campionato.
Torna poi in Sudamerica, giocando 13 partite nella massima serie venezuelana con la maglia dell'Estudiantes Merida, dove rimane fino al 2012; dal 2012 al 2014 milita invece nell'Union Temuco, club della seconda serie cilena, con cui nell'arco della sua permanenza mette a segno una rete in 37 partite di campionato, oltre a giocare 10 partite in Coppa del Cile; gioca poi nella stessa categoria col Deportes Temuco, con cui segna 2 gol in 25 partite. L'anno seguente veste invece la maglia dell'Iberia, con cui raccoglie ulteriori 10 presenze nella seconda divisione cilena.
Nell'estate del 2015 torna in Europa, per vestire la maglia del Valletta, club della massima serie maltese: qui, gioca una partita nella coppa nazionale maltese e segna un gol in 31 presenze in campionato, competizione che viene vinta dalla sua squadra; rimane nel club fino al 2019, giocandovi anche 7 partite nei turni preliminari di Champions League e 6 partite nei turni preliminari di Europa League.

## Palmarès

### Club

#### Competizioni nazionali
- Campionato maltese: 1

Valletta: 2015-2016
- Supercoppa di Malta: 1

Valletta: 2016